# Loch Quoich
Loch Quoich är en sjö i Storbritannien.   Den ligger i kommunen Highland och riksdelen Skottland, i den nordvästra delen av landet, 700 km nordväst om huvudstaden London. Loch Quoich ligger 200 meter över havet. Arean är 15,2 kvadratkilometer. Trakten runt Loch Quoich består i huvudsak av gräsmarker. Den sträcker sig 7,8 kilometer i nord-sydlig riktning, och 13,6 kilometer i öst-västlig riktning.